# MADHOUSE
MADHOUSE株式会社（株式会社マッドハウス）是日本一家動畫製作有限公司，主要業務為動畫相關企畫、製作及著作權管理。

## 簡介
1972年10月，丸山正雄、出崎統、林太郎、川尻善昭等人，在『株式會社蟲製作』出現經營危機下成立了新公司『MADHOUSE』（馬多浩斯），首任社長為（網田）靖夫。MADHOUSE名稱的誕生，其實是從位於千葉縣內的老牌店家轉變而來。這個餐廳的日文念法是，丸山正雄將它改成「（Maruyama And Dezaki）」，於是定名為Madhouse。
70年代，隨著內部成員參與東映動畫的電視動畫製作，出崎統與杉野昭夫的組合也成為『TMS』（東京電影新社，如今的TMS娛樂）動畫製作的核心人物。
80年代，出崎統與杉野昭夫退出MADHOUSE另外成立；丸山正雄就任社長，開始主要以林太郎監督、角川書店製作的劇場版動畫及OVA作品。
90年代，從89年的柔道英雌開始，正式展開自己的電視動畫作品。98年推出淺香守生監督的庫洛魔法使後，其製作水準讓原本主要製作OVA與劇場版的Madhouse更廣為人知。
2000年以後持續製作多元動畫，除了知名導演川尻善昭和今敏等人的電影外，也經手駭客任務動畫外傳等高藝術性的作品，或是富娛樂性的銀河天使等。
2004年2月，Index控股收购MADHOUSE的66.7 %股份，成为其母公司。
2011年2月，日本電視台收购MADHOUSE的84.5%股份，成为其母公司。并于2014年收购其95%的股份。

## 作品一覽

### 電視動畫
未標示西元年者說明此作於該年度之內播畢。

#### 1970年代
- 網球甜心（エースをねらえ!）（總承包商：東京電影新社，1973－1974年）
- 甘巴的冒險（日语：ガンバの冒険）（總承包商：東京電影新社，1975年）
- 大空魔龍（大空魔竜ガイキング）（總承包商：東映動畫，協力製作，1976年－1977年）
- 漫畫童話世界名著（日语：まんが世界昔ばなし）（總承包商：DAX International（日语：ダックスインターナショナル），負責全127集之中的第1－52集，1976－1977年）
- 咪咪流浪記（家なき子）（總承包商：東京電影新社，1977－1978年）
- 無敵小超人（ジェッターマルス）（總承包商：東映動畫，協力製作，1977年）
- 金銀島（宝島）（總承包商：東京電影新社，1978年－1979年）
- 馬可·波羅遊記（アニメーション紀行 マルコ·ポーロの冒険）（1979年－1980年）

#### 1980年代
- 柔道英雌，又譯以柔克剛（YAWARA!）（總承包商：Kitty film，1989年－1992年）
- 輕鬆烹飪（日语：セイシュンの食卓）（總承包商：Kitty film，1989年－1990年）

#### 1990年代
- 敵人是海賊～貓咪們的饗宴～（日语：敵は海賊〜猫たちの饗宴〜）（總承包商：Kitty film，1990年）
- DNA²（D・N・A² 〜何処かで失くしたあいつのアイツ〜）（與STUDIO DEEN共同製作，1994年－1995年）
- 幽☆遊☆白書（總承包商：Studio Pierrot，背景[2]、動畫，1992年－1995年）
- 小紅豆（あずきちゃん）（1995年－1998年）
- 炸彈人 彈珠人爆外傳（Bビーダマン爆外伝）（1998年－1999年）
- 槍神Trigun（TRIGUN）（1998年）
- 庫洛魔法使（カードキャプターさくら）（1998年－2000年）
- 危險調查員（MASTERキートン）（1998年－1999年）
- 麗佳公主（スーパードール★リカちゃん）（協力製作：Studio Junio→SSJ，1998年－1999年）
- 亞歷山大戰記（アレクサンダー戦記）（製作人，1999年）
- 蠟筆小新（クレヨンしんちゃん）（總承包商：SHIN-EI動畫，各話協力製作，1999年）
- 魔法使いTai!（與TRIANGLE STAFF共同製作，1999年）
- 炸彈人 彈珠人爆外傳V（日语：Bビーダマン爆外伝V）（1999年－2000年）
- 十兵衛 心形眼罩的秘密（十兵衛ちゃん -ラブリー眼帯の秘密-）（1999年）
- 恐怖寵物店（Petshop of Horrors）（1999年）
- 鈴鐺貓娘系列（Di Gi Charat デ・ジ・キャラット）
  - 鈴鐺貓娘（1999年）
  - Panyo Panyo Di Gi Charat（日语：ぱにょぱにょデ・ジ・キャラット）（2002年）
  - Di Gi Charat Nyo（デ·ジ·キャラットにょ）（2003年－2004年）

#### 2000年代前半
2000年
- 幻影死神（ブギーポップは笑わない Boogiepop Phantom）（協力製作：TRIANGLE STAFF）
- 隨風飄的月影蘭（風まかせ月影蘭）
- 向阳之树（陽だまりの樹）
- 櫻花大戰TV（サクラ大戦TV）（協力製作：TRIANGLE STAFF）
- 第一神拳系列（はじめの一歩）
  - 第1季（2000年－2002年）
  - 第2季：第一神拳 新挑戰者（はじめの一歩 New Challenger）（2009年）
  - 第3季：第一神拳 Rising（はじめの一歩 Rising）（與MAPPA共同製作，2013年－2014年）
- X-Men: Evolution（英语：X-Men: Evolution）（總承包商：Film Roman，2000年－2003年）

2001年
- 戰鬥陀螺（爆転シュート ベイブレード）（協助製作：Studio Matrix、Seoul Animation、DR MOVIE）
- 銀河天使（ギャラクシーエンジェル）（2001年－2004年）
- 魔法少女貓（日语：魔法少女猫たると）（與TNK共同製作，協立製作：Studio Matrix）
- 學園戰記無量（日语：学園戦記ムリョウ）
- 華麗的機會（日语：チャンス〜トライアングルセッション〜）
- X（TV版）（X -エックス-）（2001年－2002年）
- 足球小將GOAL!（第3作），又譯足球小將 邁向2002之路（キャプテン翼 Road to 2002）（動畫製作：Group Tac，2001年－2002年）

2002年
- 馭龍少年（ドラゴンドライブ）（協力製作：Studio Matrix，2002年－2003年）
- 迷糊天使（ぴたテン）（協力製作：Studio Matrix）
- Chobits（ちょびっツ）
- 水瓶戰記Sign for Evolution（アクエリアンエイジ Sign for Evolution）
- 炎之蜃氣樓（炎の蜃気楼）（協力製作：Studio Matrix）
- 爆彈小新娘（りぜるまいん）（與IMAGIN（日语：イマジン (アニメ制作会社)）共同製作，協力製作：Studio Live（日语：スタジオ・ライブ））
- 花田少年史（2002年－2003年）
- 阿倍野橋魔法商店街（アベノ橋魔法☆商店街）（共同製作：GAINAX）

2003年
- 機魂末世錄（日语：TEXHNOLYZE）
- 獸兵衛忍風帖 龍寶玉篇
- 神槍少女（GUNSLINGER GIRL）（2003年－2004年）
- 槍墓（2003年－2004年）
- 星球流浪記（無人惑星サヴァイヴ）（與Telecom Animation Film（日语：テレコム・アニメーションフィルム）共同製作，2003年－2004年）
- STRATOS 4（日语：ストラトス・フォー）（總承包商：Studio Fantasia，各話協力製作）
- 宇宙海賊夏羅古（日语：SPACE PIRATE CAPTAIN HERLOCK）

2004年
- 天上天下（協助製作：DR MOVIE、VEGA Entertainment等）
- 極道鮮師（ごくせん）
- Sweet Valerian（日语：スウィート・ヴァレリアン）
- MONSTER（2004年－2005年）
- 十兵衛2 西伯利亞柳生的逆襲（十兵衛ちゃん2 -シベリア柳生の逆襲-）
- 妄想代理人
- BECK（BECK MONGORIAN CHOP SQUAD）（2004年－2005年）
- 琉球武士瘋雲錄（サムライチャンプルー）（總承包商：Manglobe，OP協力）
- 薔薇少女（ローゼンメイデン）（總承包商：NOMAD，各話協力製作）
- 抓鬼天狗幫（tactics）（總承包商：STUDIO DEEN，協助各集原畫、動畫，2004年－2005年）

#### 2000年代後半
2005年
- 草莓100%（TV版）（いちご100%）（協力製作：STUDIO MATRIX、DR TOKYO）
- 天國之吻（パラダイスキス）
- 我太太是高中生（おくさまは女子高生）（協力製作：IMAGIN）
- 鬥牌傳說（闘牌伝説アカギ 闇に舞い降りた天才）（協力製作：DR MOVIE，2005－2006年）

2006年
- NANA（2006年－2007年）
- 草莓狂熱（Strawberry Panic）（協助製作：IMAGIN）
- 彩雲國物語（彩雲国物語）（協力製作：IMAGIN，2006年－2008年）
- 夢使者（夢使い）（協助製作：DR MOVIE）
- 企業傭兵（BLACK LAGOON）
- 獸爪（日语：ケモノヅメ）
- 死亡筆記（DEATH NOTE）（2006年－2007年）
- 童話槍手小紅帽（おとぎ銃士 赤ずきん）（協力製作：Group Tac，2006年－2007年）
- 牙-KIBA-（日语：牙 (アニメ)）（與Studio Live共同製作，2006年－2007年）
- 東京暴族2（日语：TOKYO TRIBE2）（2006年－2007年）

2007年
- 大江戶火箭（大江戸ロケット）
- 怪物王女（2007年，協助製作：IMAGIN）
- 惡魔獵人（Devil May Cry）
- 劍豪生死鬥（シグルイ）
- 獵魔戰記（CLAYMORE）（協力製作：DR MOVIE）
- 電腦線圈（電脳コイル）
- 賭博默示錄（逆境無頼カイジ）（協助製作：DR MOVIE，2007年－2008年）
- 魔人偵探腦嚙涅羅（魔人探偵脳噛ネウロ）（協助製作：Studio Live，2007年－2008年）
- 賭博默示錄（賭博黙示録カイジ）
  - 第1季（2007－2008年）
  - 第2季：破戒録篇（2011年）
- 意外（與手塚製作公司共同製作，2007年－2008年）

2008年
- 假面女僕衛士（仮面のメイドガイ）（協力製作：IMAGIN）
- 奇奇的異想世界系列（チーズスイートホーム）
  - 奇奇的異想世界
  - 奇奇的異想世界 （2009年）
- 艾莉森與莉莉亞（アリソンとリリア）（協力製作：手塚製作公司）
- 最高機密（秘密 ―トップ·シークレット―）（協力製作：MOOK ANIMATION（日语：ムークアニメーション））
- 海馬
- 致命紫羅蘭 Code044（日语：ウルトラヴァイオレット）（協力製作：手塚製作公司）
- 魍魎之匣（魍魎の匣）（2008年）
- ONE OUTS 超智遊戲（ONE OUTS -ワンナウツ-）（2008年－2009年）
- CHAOS;HEAD（カオス;ヘッド -CHAOS;HEAD-）（協力製作：IMAGIN）
- 再造人卡辛（キャシャーン Sins）（2008年－2009年）
- 黑塚
- 星際寶貝系列（スティッチ!）
  - 星際寶貝（協力製作：MOI ANIMATION、DR MOVIE，2008年－2009年）
  - 星際寶貝 （2009年－2010年）

2009年
- 背騎少女（RIDEBACK -ライドバック-）
- 蒼天航路（協力製作：Studio九魔（日语：スタジオ九魔））
- 超能力大戰（NEEDLESS）（協力製作：IMAGIN）
- 青色文學系列（青い文学シリーズ）（2009年）
- 奇蹟少女KOBATO（こばと。）（2009年－2010年）

#### 2010年代前半
2010年
- 四疊半神話大系（四畳半神話大系）
- 少年犯之七人 （RAINBOW-二舎六房の七人-）（協力製作：Studio Live）
- 學園默示錄（学園黙示録 HIGHSCHOOL OF THE DEAD）
- 世紀末超自然學院（世紀末オカルト学院）（總承包商：A-1 Pictures，ED協力）
- 漫威娛樂電視動畫影集：
  - 鋼鐵人（2010年電視動畫（日语：アイアンマン (2010年のアニメ)））（漫威娛樂，協力製作：DR MOVIE）
  - 金鋼狼（2011年電視動畫（日语：ウルヴァリン (アニメ)））（2011年）
  - X戰警（2011年電視動畫（日语：エックスメン (2011年のアニメ)））（2011年）
  - 刀鋒戰士（2011年電視動畫）（ブレイド）（2011年）

2011年
- 魔法少女小圓（魔法少女まどか☆マギカ）（總承包商：SHAFT，各話協力製作企劃）
- A頻道（Aチャンネル）（總承包商：Studio五組，各話協力製作）
- 花牌情緣系列（ちはやふる）
  - 第1季（2011年－2012年）
  - 第2季（2013年）
- HUNTER×HUNTER (2011年日本電視台版)（協力製作：Studio Live，2011年－2014年）

2012年
- （2012年－）
- 織田信奈的野望（織田信奈の野望）（與Studio五組共同製作）
- 輪迴的拉格朗日 第2季（輪廻のラグランジェ season2）（總承包商：XEBEC，各話協力製作）
- 驚爆遊戲（BTOOOM!）

2013年
- 戀曲寫真（フォトカノ）
- 神不在的星期天（神さまのいない日曜日）
- 鑽石王牌（ダイヤのA）（與Production I.G共同製作）
  - 第1季（2013年－2015年）
  - 第2季（2015年－2016年）

2014年
- 魔法戰爭（魔法戦争）
- 魔法科高中的劣等生（魔法科高校の劣等生）
- NO GAME NO LIFE 遊戲人生（ノーゲーム・ノーライフ）
- 花舞少女（ハナヤマタ）
- 寄生獸 生命的準則（寄生獣 セイの格率）（2014年－2015年）

#### 2010年代後半
2015年
- 死亡遊行（デス・パレード）
- 俺物語！！（俺物語!!）
- OVERLORD（オーバーロード）
- 一拳超人（ワンパンマン）

2016年
- 疾走王子（プリンス・オブ・ストライド）
- 發條精靈戰記 天鏡的極北之星（ねじ巻き精霊戦記 天鏡のアルデラミン）
- ALL OUT!!（與TMS Entertainment共同製作）

| 中文名稱            | 日文名稱 | 播出時間                      | 導演           | 原作類別 | 備註              |
| 2017年              | 2017年   | 2017年                        | 2017年         | 2017年   | 2017年            |
| ------------------- | -------- | ----------------------------- | -------------- | -------- | ----------------- |
| ACCA13區監察課      |          | 1月10日－3月28日              | 夏目真悟       | 漫畫     | 不適用            |
| 漫威未來復仇者      |          | 2017年7月22日－ 2018年1月20日 | 佐藤雄三       | 原創     | Season 1          |
| 2018年              |          |                               |                |          |                   |
| 比宇宙更遠的地方    |          | 1月2日－3月27日               | 石塚敦子       | 原創     | 不適用            |
| 庫洛魔法使 透明牌篇 |          | 1月7日－6月10日               | 淺香守生       | 漫畫     | 不適用            |
| OVERLORDⅡ           |          | 1月9日－4月3日                | 伊藤尚往       | 小說     | 第2季             |
| 溫泉屋小女將        |          | 4月8日－9月23日               | 增原光幸、谷東 | 小說     | 與DLE共同製作     |
| 中間管理錄利根川    |          | 7月4日－12月25日              | 川口敬一郎     | 漫畫     | 不適用            |
| OVERLORDⅢ           |          | 7月10日－10月2日              | 伊藤尚往       | 小說     | 第3季             |
| 漫威未來復仇者      |          | 7月30日－10月22日             | 佐藤雄三       | 原創     | Season 2          |
| 2019年              |          |                               |                |          |                   |
| 不吉波普不笑        |          | 1月5日－3月29日               | 夏目真悟       | 小說     | 不適用            |
| 消滅都市            |          | 4月7日－6月23日               | 宮繁之         | 遊戲     | 不適用            |
| 鑽石王牌 actII      |          | 2019年4月2日－2020年3月31日   | 增原光幸       | 漫畫     | 《鑽石王牌》第3季 |
| No Guns Life        |          | 2019年10月11日－12月27日      | 伊藤尚往       | 漫畫     | 不適用            |
| 花牌情緣            |          | 10月22日－2020年3月25日       | 淺香守生       | 漫畫     | 第3季             |

#### 2020年代前半
| 中文名稱               | 日文名稱 | 播出時間                     | 導演       | 原作類別 | 備註                       |        |
| 2020年                 | 2020年   | 2020年                       | 2020年     | 2020年   | 2020年                     | 2020年 |
| ---------------------- | -------- | ---------------------------- | ---------- | -------- | -------------------------- | ------ |
| No Guns Life           |          | 2020年7月10日－9月25日       | 伊藤尚往   | 漫畫     | 第2季                      |        |
| 2021年                 |          |                              |            |          |                            |        |
| 漂流少年               |          | 2021年7月15日－10月1日       | 夏目真悟   | 原創     | 不適用                     |        |
| 宿命回響：命運節拍     |          | 2021年10月5日－12月21日      | 伊藤祐毅   | 多媒體   | 與MAPPA共同製作            |        |
| 吸血鬼馬上死           |          | 2021年10月4日－12月21日      | 神志那弘志 | 漫畫     | 不適用                     |        |
| 2022年                 |          |                              |            |          |                            |        |
| 秘密內幕～女警的反擊～ |          | 2022年1月7日－3月30日        | 佐藤雄三   | 漫畫     | 不適用                     |        |
| OVERLORD IV            |          | 2022年7月5日－9月27日        | 伊藤尚往   | 小說     | 第4季                      |        |
| 書蟲公主               |          | 2022年10月6日－12月22日      | 岩崎太郎   | 漫畫     | 不適用                     |        |
| 2023年                 |          |                              |            |          |                            |        |
| 吸血鬼馬上死2          |          | 2023年1月9日－3月27日        | 神志那弘志 | 漫畫     | 第2季                      |        |
| 和山田談場Lv999的戀愛  |          | 2023年4月1日－6月24日        | 淺香守生   | 漫畫     | 不適用                     |        |
| AI電子基因             |          | 2023年7月8日－9月30日        | 佐藤雄三   | 漫畫     | 不適用                     |        |
| 葬送的芙莉蓮           |          | 2023年9月29日－2024年3月22日 | 齋藤圭一郎 | 漫畫     | 不適用                     |        |
| 2024年                 |          |                              |            |          |                            |        |
| 一兆＄遊戲             |          | 2024年10月－2025年3月        | 佐藤雄三   | 漫畫     | 不適用                     |        |
| 地。-關於地球的運動-   |          | 2024年10月－2025年3月        | 清水健一   | 漫畫     | 不適用                     |        |
| 2025年                 |          |                              |            |          |                            |        |
| 推理要在晚餐後         |          | 2025年4月－6月               | 增原光幸   | 小說     | 不適用                     |        |
| WONDANCE—熱舞青春—     |          | 2025年－                     | 待公布     | 漫畫     | 與CYCLONE GRAPHICS共同製作 |        |
| 2026年                 |          |                              |            |          |                            |        |
| 葬送的芙莉蓮（第2季）  |          | 2026年1月－                  | 待公布     | 漫畫     | 第2季                      |        |

### 電視動畫特別篇
| 播放日期       | 中文名稱                                     | 日文名稱 | 備註                                   |
| -------------- | -------------------------------------------- | -------- | -------------------------------------- |
| 1980年6月13日  | 少爺                                         |          | 製作：東京電影新社                     |
| 1988年8月7日   | 夏日服飾的少女 ～廣島，昭和20年8月6日～      |          |                                        |
| 1989年8月27日  | 手塚治虫物語 我是孫悟空                      |          | 製作：手塚製作公司                     |
| 1993年8月6日   | 火車運行最多在廣島 ～來自300通被爆體驗手記～ |          |                                        |
| 1996年7月19日  |                                              |          |                                        |
| 2003年4月18日  | 第一神拳 Champion Road                       |          |                                        |
| 2003年12月22日 | 銀河天使SP                                   |          | DVD化時改名《銀河天使S》。             |
| 2006年9月17日  | 太陽默示錄 前篇「海峽」                      |          | 協力製作：TAMA PRODUCTION              |
| 2006年9月18日  | 太陽默示錄 後篇「國境」                      |          | 協力製作：TAMA PRODUCTION              |
| 2007年8月31日  | 死亡筆記本 導演剪接完全終结版 ～幻影之神～   |          | DVD化時改名《死亡筆記 ～幻影之神～》。 |
| 2008年8月22日  | 死亡筆記本 L的繼承者                         |          |                                        |

### 電影動畫

#### 1970年代
- 網球甜心（劇場版）（エースをねらえ!）（東京電影新社，1979年9月8日）

#### 1980年代
- 神奇獨角馬（日语：ユニコ）（三麗鷗，1981年3月14日）
- 夏への扉（日语：夏への扉）（東映動畫，1981年3月20日）
- 浮浪雲（日语：浮浪雲）（東映動畫，1982年4月24日）
- 幻魔大戰（角川春樹事務所，1983年3月12日）
- 神奇獨角馬 前往魔法之島（日语：ユニコ）（三麗鷗，1983年7月16日）
- 赤腳小元（はだしのゲン）（GEN PRODUCTION，1983年7月21日）
- 透鏡人（SF新世紀レンズマン）（講談社，1984年7月7日）
- ボビーに首ったけ（日语：ボビーに首ったけ）（1985年3月9日）
- 卡姆伊之劍（1985年3月9日）
- 赤腳小元2（はだしのゲン2）（GEN PRODUCTION，1986年6月14日）
- 火鳥 鳳凰篇（火の鳥 鳳凰編）（角川春樹事務所／东北新社，1986年12月20日）
- 時空の旅人 -Time Stranger-（日语：時空の旅人 -Time Stranger-）（角川春樹事務所／角川書店，1986年12月20日）
- 格林童話 金鳥（グリム童話 金の鳥）（東映，1987年3月14日）
- ほえろブンブン（日语：ほえろブンブン）（1987年4月4日）
- 妖獸都市（Japan Home Video，1987年4月25日）
- 迷宮物語（角川春樹事務所／角川書店，1987年9月25日）
- 蟑螂們的黃昏（ゴキブリたちの黄昏）（Kitty film／TYO（日语：ティー・ワイ・オー），1987年11月21日）
- 銀河英雄傳說劇場版 - 我的征途，星之大海（銀河英雄伝説 -わが征くは星の大海-）（德間書店／德間日本傳播／Kitty Films，1988年2月6日）

#### 1990年代
- 魔物獵人妖子（魔物ハンター妖子）（1990年12月1日）
- 隨風而逝的記憶（風の名はアムネジア）（1990年12月22日）
- うしろの正面だあれ（日语：うしろの正面だあれ）（蟲製作公司，協力製作，1991年3月）
- 福星小子 聖水奇緣（うる星やつら いつだってマイ·ダーリン）（Kitty films，1991年8月18日）
- 柔道英雌劇場版 (暫譯)（YAWARA! それゆけ腰ぬけキッズ!!）（讀賣電視台／Kitty Films／日本Victor，1992年8月1日）
- 獸兵衛忍風帖（日本Victor／東寶／MOVIC，1993年6月5日）
- （全國電影協同組合中心／東京電視台，1993年7月10日）
- （1994年1月22日）
- 安妮的日記（アンネの日記）（「安妮的日記」製作委員會，1995年8月19日）
- 小紅豆（劇場版）（あずきちゃん）（1995年12月23日）
- X（劇場版）（X -エックス-）（1996年8月3日）
- MEMORIES EPISODE 2 STINK BOMB 最臭兵器（1996年12月23日，短篇中的1集）
- PERFECT BLUE（1998年2月28日）
- 麗佳公主劇場版（スーパードール★リカちゃん リカちゃん絶体絶命! ドールナイツの奇跡）（1999年7月31日）
- 庫洛魔法使劇場版系列（カードキャプターさくら）
  - 小櫻的香港之旅（劇場版カードキャプターさくら）（1999年8月21日）
  - 被封印的卡片（劇場版カードキャプターさくら 封印されたカード）（2000年7月15日）
  - 包在小可身上（ 2000年7月15日）
- CLOVER（1999年8月21日）

#### 2000年代前半
- 電影版蠟筆小新系列（映画クレヨンしんちゃんシリーズ）（總承包商：SHIN-EI動畫，動畫協力製作）
  - 蠟筆小新：風起雲湧的叢林冒險（クレヨンしんちゃん 嵐を呼ぶジャングル）（2000年4月22日）
  - 蠟筆小新：風起雲湧！猛烈！大人帝國的反擊（クレヨンしんちゃん 嵐を呼ぶ モーレツ!オトナ帝国の逆襲）（2001年4月21日）
  - 蠟筆小新：風起雲湧！壯烈！戰國大會戰（クレヨンしんちゃん 嵐を呼ぶ アッパレ!戦国大合戦）（2002年4月20日）
  - 蠟筆小新：風起雲湧！光榮燒肉之路（クレヨンしんちゃん 嵐を呼ぶ 栄光のヤキニクロード）（2003年4月19日）
  - 蠟筆小新：風起雲湧！夕陽下的春日部男孩（クレヨンしんちゃん 嵐を呼ぶ!夕陽のカスカベボーイズ）（2004年4月17日）
- 亞歷山大戰記（アレクサンダー戦記）（2000年10月7日）
- PARTY7（日语：PARTY7）（東北新社，2000年12月16日）
- 吸血鬼獵人D劇場版（VAMPIRE HUNTER D）（2001年4月21日）
- 大都會（メトロポリス）（2001年5月26日）
- Di Gi Charat 星之旅（Di Gi Charat 星の旅）（2001年12月22日）
- 機動警察 WXIII（WXIII 機動警察パトレイバー）（萬代影視／東北新社，2002年3月30日）
- 千年女優（2002年9月14日）
- 茄子 安達魯西亞之夏（茄子 アンダルシアの夏）（2003年7月26日）
- 東京教父（東京ゴッドファーザーズ）（2003年11月8日）
- NITABOH 仁太坊-津軽三味線始祖外聞（日语：NITABOH 仁太坊-津軽三味線始祖外聞）（總承包商：Wao World（日语：ワオワールド），協力製作，2004年2月21日）
- 火影忍者劇場版系列（NARUTO -ナルト-）（總承包商：Studio Pierrot，協力製作）
  - 大活劇！雪姬忍法帖（劇場版 NARUTO -ナルト- 大活劇!雪姫忍法帖だってばよ!!）（2004年8月21日）
  - 大激鬥！幻之地底遺跡（劇場版 NARUTO -ナルト- 大激突!幻の地底遺跡だってばよ）（2005年8月6日）
  - 大興奮！三日月島上的動物騷亂（劇場版 NARUTO -ナルト- 大興奮!みかづき島のアニマル騒動だってばよ）（2006年8月5日）
  - 火影忍者疾風傳劇場版（劇場版 NARUTO -ナルト- 疾風伝）（2007年8月4日）
  - 火影忍者疾風傳劇場版 牽絆（劇場版 NARUTO -ナルト- 疾風伝 絆）（2008年8月2日）

#### 2000年代後半
- 跳躍吧！時空少女（時をかける少女）（2006年7月15日）
- 地海戰記（ゲド戦記）（總承包商：吉卜力工作室，協力作畫，2006年）
- 盜夢偵探（パプリカ）（2006年11月25日）
- 琴之森（ピアノの森）（2007年7月21日）
- 肉桂狗 劇場版（シナモン the Movie）（2007年12月22日）
- ねずみ物語 ジョージとジェラルドの冒険（日语：ねずみ物語 ジョージとジェラルドの冒険）（2007年12月22日）
- HIGHLANDER 加長完全版（日语：HIGHLANDER ハイランダー 〜ディレクターズカット版〜）（2008年7月5日）
- 地獄天使 (漫畫)（第21回東京國際電影節TIFF公式上映作品，2008年）
- BLEACH劇場版系列（BLEACH）（總承包商：Studio Pierrot，協力製作）
  - BLEACH 漂靈：劇場版－別處的記憶（劇場版BLEACH MEMORIES OF NOBODY）（2006年12月16日）
  - 鑽石星塵的反叛：另一把冰輪丸（劇場版BLEACH The DiamondDust Rebellion もう一つの氷輪丸）（2007年12月22日）
  - Fade to Black 呼喚你的名字（劇場版BLEACH Fade to Black 君の名を呼ぶ）（2008年12月13日）
- 夏日大作戰（サマーウォーズ）（2009年8月1日）
- 新子與千年魔法（マイマイ新子と千年の魔法）（2009年11月21日）
- よなよなペンギン（日语：よなよなペンギン）（2009年12月23日）

#### 2010年代前半
- 槍神Trigun Badlands Rumble（2010年4月24日）
- 超時空甩尾（REDLINE）（2010年10月9日）
- 藏獒多吉（與中國電影集團共同製作，2011年）
- 鬼神傳（日语：鬼神伝）（總承包商：Studio Pierrot，協力製作，2011年4月29日）
- 對某飛行員的追憶（とある飛空士への追憶）（2011年10月1日）
- チベット犬物語 〜金色のドージェ〜（日语：チベット犬物語 〜金色のドージェ〜）（2012年1月7日）
- 狼的孩子雨和雪（おおかみこどもの雨と雪）（總承包商：地圖工作室，協力製作企劃，2012年7月21日）
- ねらわれた学園（日语：ねらわれた学園 (2012年の映画)）（總承包商：日昇動畫，協力製作，2012年11月10日）
- 劇場版 HUNTER×HUNTER 緋色幻影（劇場版 HUNTER×HUNTER 緋色の幻影）（2013年1月12日）
- 死亡遊行（デス・ビリヤード）（青年動畫製作者育成計劃的作品，2013年3月2日）
- 輝耀姬物語（かぐや姫の物語）（總承包商：吉卜力工作室，協力作畫，2013年11月23日）
- 劇場版 HUNTER×HUNTER -最終任務-（劇場版 HUNTER×HUNTER -The LAST MISSION-）（2013年12月27日）

#### 2010年代後半
- 遊戲人生ZERO（ノーゲーム・ノーライフ ゼロ）（2017年7月15日）
- 再見了，橡果兄弟！－奇蹟的暑假－（グッバイ、ドン・グリーズ！）（2022年2月18日）
- 金之國 水之國（金の国 水の国）（2023年）
- 夢想機械（夢みる機械）（已取消製作）[3]

### OVA
1980年代
- 追傷人（ 1986年）
- 火鳥
  - 大和篇（ 1987年）
  - 宇宙篇（ 1987年）
- （ 1987年）
- JUNK BOY（1987年）： ；極品男孩。
- 宮澤賢治作品集
  - 風之又三郎（ 1988年）
  - 橡子與山貓（ 1988年）
- 惡魔的新娘～蘭之組曲（ 1988年）
- 魔界都市 新宿（ 1988年）
- （ 1988年）
- 妖精王（1988年）
- 午夜之眼（ 1989年）
- 福星小子系列
  - 和羊笑一個（ 1989年）
  - 抓住愛人的心（ 1989年）
  - 恐怖的少女麻疹（ 1991年）
  - 和靈魂約會（ 1991年）
- 午夜之眼II（ 1989年）

1990年代
- （ 1990年）
- （CYBER CITY OEDO 808 1990年－1991年）
- 羅德斯島戰記（ 1990年－1991年）
- （NINETEEN 19 1990年）
- 森林大帝（ 1991年，參與製作；原製作承攬：手塚製作）
- 帝都物語（1991年－1992年）
- OZ VOL.1～VOL.2（1992年）
- 絕愛-1989-（ 1992年）
- 東京巴比倫（東京BABYLON 1992年，參與製作）
- （ 1992年）
- 魔物獵人妖子系列（ 1992年－1995年）
- （ 1993年）
- （SINGLES 1993年）
- 銃夢（ 1993年）
- （POPS 1993年）
- （ 1993年）
- （ 1993年）
- 人魚傷痕（ 1993年）
- （A-Girl 1993年）
- （ 1994年，短篇中的1集）
- 嬌娃夏生之危機（ 1994年）
- 東京巴比倫2（東京BABYLON2 1994年，參與製作）
- 最終幻想：水晶傳說（FINAL FANTASY 1994年）
- 孔雀王（真·孔雀王 1994年）
- （BRONZE KOJI NANJO cathexis 1994年）
- CLAMP夢遊仙境（CLAMP IN WONDERLAND 1994年）
- 幽幻怪社（1994年－1995年）
- DNA²（ 1995年）
- 美幸夢遊仙境（ 1995年）
- 鐵腕女警（ 1996年－1997年）
- 魔獸之狩（ 1997年）
- 魔域幽靈（VAMPIRE HUNTER The Animated Series 1997年－1998年）
- （ 1998年）
- （ 1999年）
- 亞歷山大戰記（ 1999年）
- 危險調查員（MASTER KEATON（OVA版）1999年）

2000年代
- （TRAVA FIST PLANET episode1 2001年）
- 銀河天使（ 2002年－2003年）
- Di Gi Charat（ 2002年）
- 駭客任務動畫外傳（ANIMATRIX 2003年）
- 羔羊之歌（ 2003年－2004年）
- 第一神拳OVA版『柴間VS木村 死刑執行』（ 2003年）
- 炎之蜃氣樓（ 2004年）
- 童話槍手小紅帽（2005年）
- 天上天下 ULTIMATE FIGHT（2005年）
- 草莓100%（ 2005年）
- 最终命令 -最终幻想VII-（LAST ORDER FINAL FANTASY VII 2005年）
- （ 2005年－2006年）
- （ 2007年）
- CLAMP夢遊仙境（CLAMP IN WONDERLAND 2 1995-2006 2007年）

### 遊戲
| 發行年份 | 中文名稱                        | 日文名稱 | 負責工作   |
| -------- | ------------------------------- | -------- | ---------- |
| 1996年   | WILD ARMS                       |          | 動畫製作   |
| 2003年   | WILD ARMS Altercode:F           |          | 動畫製作   |
| 2010年   | 蒼空騎士～飛向CODA～            |          | 動畫製作   |
| 2012年   | 女神異聞錄2罰                   |          | OP動畫製作 |
| 2012年   | 女神異聞錄4 黃金版              |          | OP動畫製作 |
| 2012年   | 女神異聞錄4 終極深夜鬥技場      |          | 動畫製作   |
| 2013年   | 新·世界樹的迷宮：千年王國的少女 |          | 動畫製作   |
| 2014年   | 新·世界樹的迷宮2：法夫納的騎士  |          | OP動畫製作 |
| 2016年   | 再集之晶                        |          | OP動畫製作 |

### 其它動畫
- 池田聰（日语：池田聡）/Je Reviens 音樂影像特輯插播動畫（1987年）
- ～～ Let's Talk！（瀨戶大橋博'88，NTT「宇宙帆船NTT號」內宣傳動畫）（1988年）
- 龍神沼（2001年）

石之森萬畫館（宮城縣石卷市）館內宣傳主題動畫。
- （2001年）

石之森萬畫館館內宣傳主題動畫。
- （2002年）

石之森章太郎家鄉紀念館（宮城縣登米市）館內宣傳主題動畫。導演：村野守美
- 『RAGNAROK ONLINE』RAGNAROK ONLINE 網絡遊戲宣傳影像（2002年）

人物設定由結城信輝擔任。
- Young Alive！ iPS（2010年）

日本科學未來館館內宣傳3D電影主題動畫。
- 明治 果汁軟糖（日语：果汁グミ） Tweet Love Story （2011年）

廣告動畫製作。
- 學校法人模式學園（日语：学校法人日本教育財団） HAL 電視廣告篇（2011年）

廣告動畫製作。
- NORANORANO～RA（日语：声優バラエティー SAY!YOU!SAY!ME!#のらのらの〜）（2011年）

電視綜藝節目『聲優PARADISE SAY！YOU！SAY！ME！』單元「SKE48 ！」特邀製作動畫作品。

## 相關人物
- 丸山正雄
- 齋藤優一郎（日语：齋藤優一郎）
- 林太郎
- 平田敏夫（日语：平田敏夫）
- 川尻善昭
- 兼森義則（日语：兼森義則）
- 淺香守生
- 波多正美
- 佐藤雄三
- 荒木哲郎
- 濱田邦彥
- 高岡淳一（日语：高岡淳一）
- 石田敦子
- 出崎統
- 杉野昭夫
- 中村隆太郎
- 今敏
- 阿部恒（日语：阿部恒）

- 福島敦子
- 森本晃司
- 細田守
- 松尾衡
- 高坂希太郎
- 小池健
- 福田紀之
- 高橋久美子
- 酒井明雄（IMAGIN（日语：イマジン (アニメ制作会社)）代表）
- 岡村豐
- 小島正幸
- 片渕須直
- 佐藤竜雄
- 田純一
- 浜崎博嗣
- 神志那弘志
- 迫井政行
- 水島精二

- 板垣伸
- 磯光雄
- 吉松孝博（別名：吉松）
- 藤田麻里子（日语：藤田まり子）
- 山田勝久（日语：山田勝久）
- 山本沙代
- 金英姬
- 中原清隆
- 石井久美
- 大島美和
- 黑田和也（日语：黒田和也）
- 本田雄
- 井上俊之
- 加加美高浩
- 馬越嘉彥
- 笠井信兒
- 竹井正樹
- 西田正義
- 平山理志（日语：平山理志）
- 田中洋之（日语：田中洋之）

- 長濱博史（日语：長濱博史）
- Cindy H.Yamauchi（山內英子）
- 伊藤智彥
- 田崎聰
- 高屋敷英夫
- 浦達彥
- 筆安一幸
- 井上敏樹
- 富澤和雄（日语：富沢和雄）（別名：大泉學、早川）
- 湯淺政明
- 中村亮介
- 立川讓
- 宮繁之

### 外部相關人物
- 伊藤勇喜子（日语：有里紅良）－蟲製作公司所屬的剪輯技師。賽璐片製作時期多次參加MADHOUSE作品的影片剪輯工作。

## 相關項目
- MAPPA－由MADHOUSE創設元老之一的丸山正雄退職之後創社，2011年6月成立[4]。
- NOMAD－由曾擔任MADHOUSE製作人的小野達矢退職之後創社，2003年7月成立。
- Studio VOLN－由曾擔任MADHOUSE製作人的三田圭志退職之後創社，2014年8月成立。與MAPPA有所合作。
- 地圖工作室－曾擔任MADHOUSE製作人的齋藤優一郎退職之後與動畫導演細田守共同創社，2011年4月成立。
- NUT－曾擔任MADHOUSE製作人的角木卓哉退職之後創社，2017年成立。
- CLAP－曾擔任MADHOUSE製作人的松尾亮一郎退職之後創社，2016年成立。
- 日本動畫工作室列表

## 外部連結
- 株式會社MADHOUSE官方網站（日語）
- Madhouse Inc.的X（前Twitter）（日語）
- MADHOUSE官方頻道（日語）－niconico頻道